# Afghánská demokratická republika
Afghánská demokratická republika (persky جمهوری دمکراتی افغانستان‎, paštunsky دافغانستان دمکراتی جمهوریت‎) přejmenovaná roku 1987 na Afghánskou republiku (persky جمهوری افغانستان‎, paštunsky د افغانستان جمهوریت‎) byl státní útvar existující v letech 1978 až 1992. Během této doby v něm vládla socialistická Lidově demokratická strana Afghánistánu. Tato strana se k moci dostala během vojenského státního převratu známého jako Saurová revoluce, která sesadila vládu Muhammada Dáúda Chána. Jeho v čele státu i vlády nahradil 30. dubna 1978 Núr Mohammad Tarakí. Tarakí s Hafizulláhem Amínem byli organizátoři revoluce a během své vlády prosadili několik sporných reforem. K jedněm z nejpozoruhodnějších patřily reforma zavádějící rovná práva pro ženy, reforma o všeobecném vzdělávání a také pozemková reforma. Krátce po převzetí moci započaly mocenské boje mezi frakcí Khalq vedenou Tarakím a Amínem a frakcí Parcham vedenou Babrakem Karmalem. Vyhrála frakce Khalq a frakce Parcham byla vyloučena ze strany a její nejvyšší představitelé odešli do exilu do zemí Východního bloku a do Sovětského svazu.
Následoval mocenský boj mezi Tarakím a Amínem. Vítězem se stal Amín a Tarakí byl na jeho příkaz zabit. Jeho vláda byla nepopulární jak v Afghánistánu tak v Sovětském svazu, který zasáhl a v prosinci 1979 podpořil afghánskou vládu. 27. prosince 1979 byl Amín sovětskými vojenskými silami zabit. Po jeho smrti v čele Afghánistánu stanul Babrak Karmal. Během následující Karmalově éry trvající od roku 1979 do roku 1986 vyvíjeli Sověti značné vojenské úsilí v boji proti mudžáhidským povstalcům. Válka přinesla smrt velkému počtu civilistů, stejně jako způsobila uprchlickou vlnu milionů lidí mířících do Pákistánu a Íránu. Ústava Základní principy byla vládoupřipravena v dubnu 1980 a do vlády mělo přijato také několik nestraníků, jakožto součást vládní politiky snažící se rozšířit svou základnu příznivců. V roce 1986 vystřídal Karmala v čele země Muhammad Nadžíbulláh.
Nadžíbulláh prosazoval politiku Národního usmíření s opozicí a v roce 1987 byla přijata nová afghánská ústava. V roce 1988 se konaly demokratické volby, které však byly bojkotovány mudžáhidy. Po stažení sovětských sil z Afghánistánu, ke kterému došlo v letech 1988 až 1989, čelila vláda vzrůstajícímu odporu. V roce 1990 byla opět přijata nová ústava, která označila Afghánistán za islámskou republiku a Lidově demokratická strana Afghánistánu byla přeměněna na stranu Watan. Na vojenské frontě vláda dokázala porazit opozici v otevřené bitvě, která proběhla u Džálálábádu. Nicméně boj s agresivní ozbrojenou opozicí, vnitřní problémy, jako například neúspěšný pokus o převrat frakcí Khalq z roku 1990, a rozpad Sovětského svazu v roce 1991 vedlo ke zhroucení Nadžíbulláhovy vlády v roce 1992.

## Historie

### Saurová revoluce a Tarakí (1978–1979)

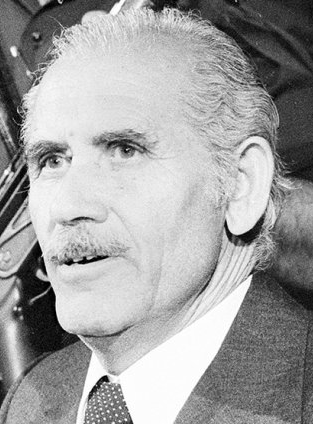
Núr Mohammad Tarakí

V letech 1973 až 1978 stál v čele Afghánské republiky prezident Muhammad Dáúd Chán, který byl své funkce zbaven během Saurové revoluce. Revoluce propukla po smrti parchamitského politika Lidově demokratické strany Afghánistánu Mira Akbara Khybera, který zemřel za nejasných okolností. Hlavním organizátorem puče byl Hafizulláh Amín. Generální tajemník ústředního výboru Lidově demokratické strany Afghánistánu Núr Mohammad Tarakí, který vedl frakci Khalq, byl zvolen předsedou Prezidia Revoluční rady a předsedou rady ministrů a zůstal nadále i generálním tajemníkem. Místopředsedou revoluční rady a místopředsedou rady ministrů se stal vůdce frakce Parcham Babrak Karmal. Amín byl jmenován místopředsedou rady ministrů a ministrem zahraničních věcí. Muhammad Aslam Watanjar se stal místopředsedou rady ministrů. Jmenování těchto tří mužů místopředsedy rady ministrů se ukázalo jako nestabilní a vedlo ke vzniku tří různých frakcí ve vládě. Frakce Khalq se zodpovídala Amínovi, frakce Parcham Karmalovi a vojenští důstojníci byli pro Watanjara.
K prvnímu konfliktu mezi frakcemi khalqistů a parchamistů došlo v okamžiku, kdy khalqisté chtěli dát mandáty v Ústředním výboru Lidově demokratické strany Afghánistánu vojenským důstojníkům, kteří se zapojili do Saurské revoluce. Tuto snahu podpořil i Amín, který byl dříve proti, aby vojenští důstojníci zastávali vůdčí pozice ve straně. Politbyro strany hlasovalo pro udělení těchto mandátů. Výsledkem bylo, že khalqisté byli viděni jako oportunisté, kdežto parchamisté jako lidé, kteří byli vyneseni revoluční vlnou, ale sami se revoluce neúčastnili. Navíc byl výraz parcham podle Tarakího slovem synonymním k fakcionalismu. Dne 27. června, tedy tři měsíce po revoluci, se Amínovi podařilo prosadit výlučné právo khalqistů rozhodovat o politických krocích, čímž parchamisté ztratili veškerý vliv. Následně byl Karmal vyhoštěn. Pozdější pokus o puč plánovaný parchamisty pod vedením Karmala, byl khalqisty odhalen. Odhalení tohoto pokusu o převrat vyvolalo rychlou reakci, která měla očistit parchamisty, kteří byli pozváni zpět do země, ale většina z nich zůstala v exilu.
Během Tarakího vlády byla přijata nepopulární pozemková reforma, která vedla bez náhrad k zabavení půdy vládou. Nespokojenost s reformou vedla k propadu zemědělské sklizně a rostoucí nespokojenosti Afghánců. Když si Tarakí uvědomil míru nepopulárnosti reformy, začal tuto vládní politiku omezovat. Jeho autoritu v čele státu dále podkopávala dlouhá afghánská historie odporu proti silné centralizované vládní moci. Následkem toho neproběhla pozemková reforma celostátně. Od převratu Tarakí a další vysocí politici vyznávali politiku, která byla jak proti tradičním afghánským hodnotám, tak proti tradičním mocenským strukturám ve venkovských oblastech. Tarakí mimo jiné umožnil přístup do politiky ženám a umožnil ukončovat nucená manželství. Odpor proti reformám nakonec vedl k afghánské občanské válce.

### Amín a sovětská intervence (1979)
Ačkoliv Amín a Tarakí měli na počátku převratu k sobě názorově blízko, jejich vztahy se brzy zhoršily. Amín, který pomohl Tarakímu s vytvořením kultu osobnosti, brzy s jeho politikou a vystupováním nesouhlasil. Tarakí začal odmítat Amínovy návrhy, což u něho vyvolalo pocit nelibosti. Se zhoršujícími vzájemnými vztahy mezi nimi vypukl mocenský boj o kontrolu nad afghánskou armádou. Po povstání v Herátu v roce 1979 zřídila Revoluční rada a politbyro Lidově demokratické strany Afghánistánu Vyšší obranný výbor země. Předsedou výboru byl zvolen Tarakí, zatímco Amín se stal místopředsedou. Kvůli ústavním reformám však přes politické funkce, které Amín držel, zůstával v podstatě bez faktické moci. Po neúspěšném atentátu na Amína, vedeným několika vojenskými důstojníky, začal Amín se spiknutím proti Tarakímu. Ten byl na Amínův rozkaz po svém návratu z Havany zavražděn.

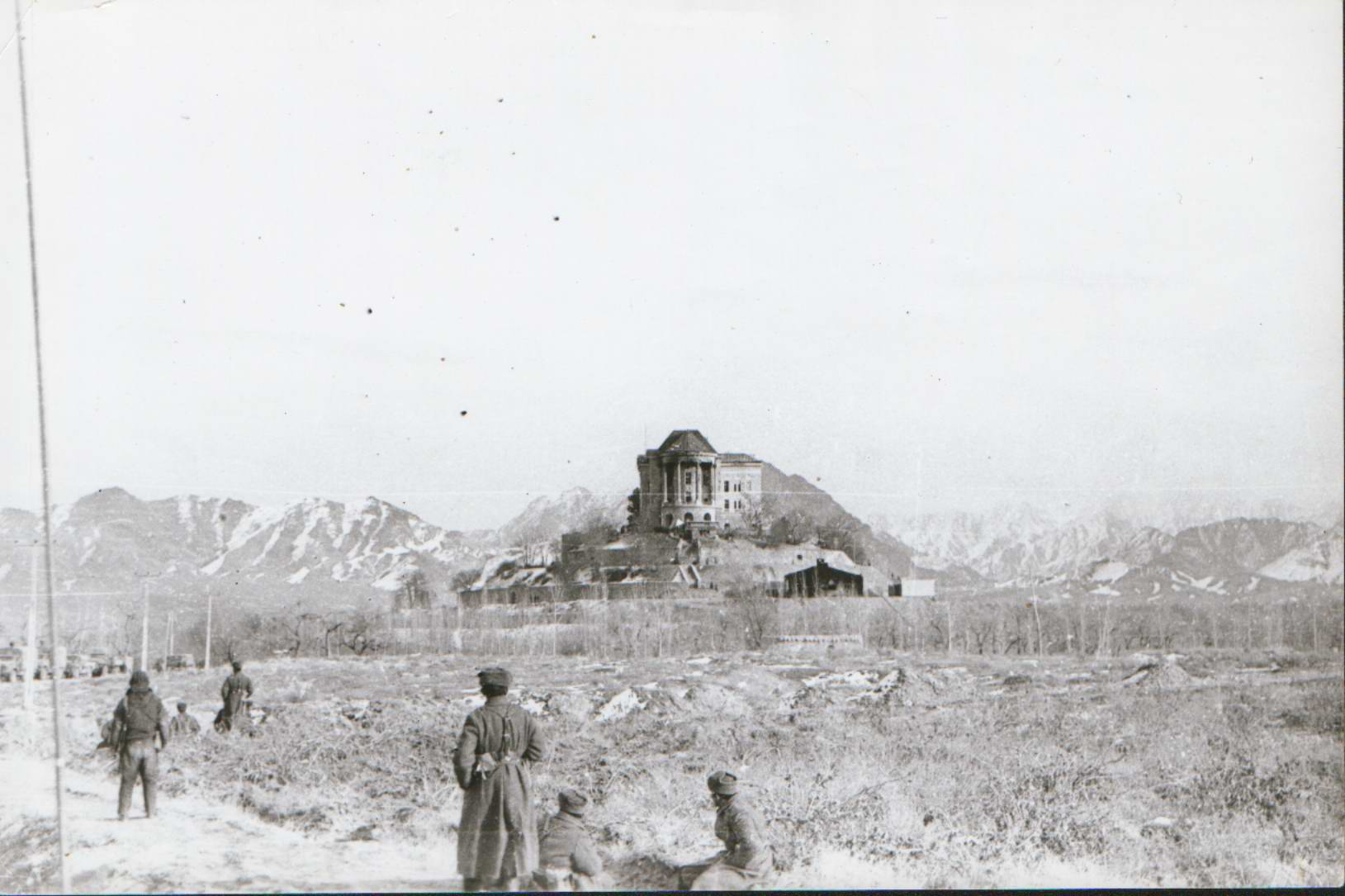
Pohled na Palác Tajbeg po ukončení Operace bouře 333

Během svého krátkého pobytu u moci se Amín zavázal k vytvoření kolektivního vedení. Již nemělo jít o vládu jednoho člověka. Jak za Tarakího tak Amínovy vlády probíhalo zatýkání lidí z politických důvodů. Celkový počet těchto osob je mezi 17 000 a 25 000. Za Amínovy vlády bylo popraveno 1 000 až 7 000 lidí, především ve vězení v Kábulu. Ani Amín nebyl u afghánského lidu oblíbený. Během jeho vlády vzrůstal odpor proti komunistickému režimu a vláda ztratila kontrolu nad venkovem. I stav afghánské armády se v té době zhoršil v důsledku množících se dezercí. Z původních 100 000 mužů, které měla armáda po revoluci, zbylo za Amínovy vlády mezi 50 000 až 70 000 vojáky. Dalším bezpečnostním problémem státu bylo, že agenti KGB pronikli do vládnoucí strany i armády. Se zhoršující se situací v Afghánistánu agitovali proti němu Amínovy odpůrci v zemích východního bloku včetně Sovětského svazu.
Mezitím v Sovětském svazu Zvláštní výbor politbyra pro Afghánistán sestávající z Jurije Andropova, Andreje Gromyka, Dmitrije Ustinova a Borise Ponomarjova chtěla ukončit zdání, že sovětská vláda podporovala Amínův režim. Velkým zastáncem sovětské intervence v Afghánistánu byl Andropov s tím, že Amínova politika zničila armádu i schopnost vlády vyřešit krizi masovými represemi. Jeho plánem bylo vyslat do země malou jednotku, která měla Amína odstranit a nahradit jej Karmalem. Sovětský svaz svůj plán o intervenci vyhlásil 12. prosince 1979 a operace sovětských speciálních jednotek s kódovým označením Operace bouře 333 započala 27. prosince téhož roku.
Amín až do svého konce i přes zhoršující se vzájemné vztahy Sovětskému svazu důvěřoval. Když mu afghánská zpravodajská služba sdělila informace o plánovaném sovětském vpádu do země, označil tuto zprávu za výplod imperialismu. Amín byl zabit sovětskými vojáky 27. prosince 1979.

### Karmalova éra (1979–1986)
Po smrti svého předchůdce na jeho místo nastoupil Babrak Karmal, jehož předem nahranou řeč dne 27. prosince 1979 odvysílalo Rádio Kábul. V této řeči stálo: Dnes byla smetena Amínova mučící mašina, jeho komplici, primitivní popravčí, uzurpátoři a vrazi desetitisíců našich krajanů, otců, matek, sester, bratrů, synů a dcer, dětí i starců... Dne 1. ledna 1980 gratuloval Leonid Brežněv spolu s Alexejem Kosyginem Karmalovi k jeho zvolení za vůdce. Tato gratulace přišla dříve, než jej jakýkoliv afghánský orgán ve skutečnosti zvolil.
Po zisku moci Karmal slíbil konec poprav, zřízení demokratických institucí, svobodné volby, vytvoření ústavy, zlegalizování dalších politických stran a respekt k osobnímu majetku obyvatelstva. Političtí vězni předchozích dvou režimů měli být propuštěni během obecné amnestie. Dokonce slíbil, že bude vytvořena koaliční vláda, která se nebude hlásit k socialismu. Ve stejnou chvíli také lidu oznámil, že se Sovětským svazem vyjednal hospodářskou, vojenskou a politickou pomoc. I kdyby Karmal své sliby myslel vážně, nebylo by je možné za přítomnosti Sovětů prosadit. Většina Afghánců v té době vládě nedůvěřovala. Mnozí z nich si pamatovali Karmalův slib z roku 1978, že bude chránit soukromý majetek, který nedodržel.
Když selhala politická řešení, rozhodla se afghánská vláda s pomocí sovětské armády vyřešit konflikt vojensky. Tato změna v řešení přišla velice rychle. Započala v lednu 1981, kdy Karmal zdvojnásobil platy vojákům, několik z nich povýšil a jeden generá la třináct plukovníků bylo vyznamenáno. Věk pro odvod do armády se snížil, povinná délka vojenské služby byla prodloužena a věk záložníků se zvýšil na třicet pět let. Afghánská armáda v té době byla ve velmi špatném stavu, dezerce vojáků byly pravidlem a i snaha o rekrutování mladých lidí do armády často vedla k jejich útěku k opozičním silám.

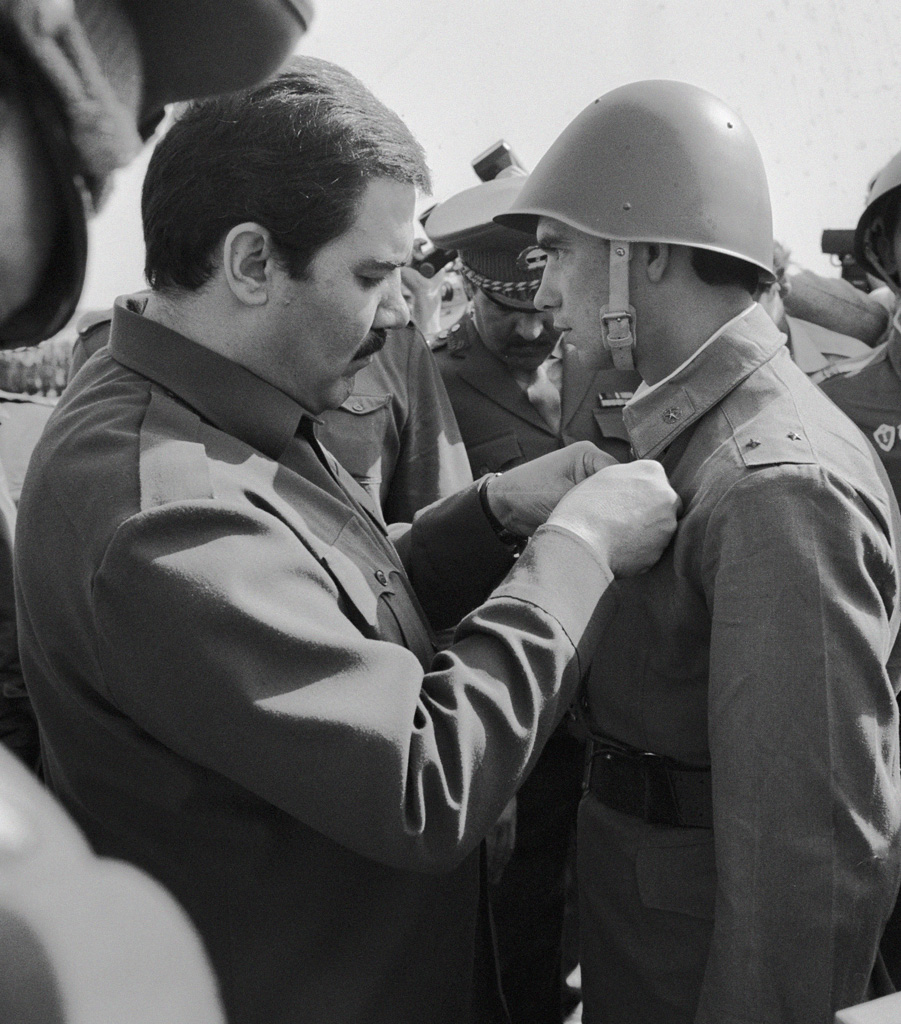
Muhammad Nadžíbulláh udílí vyznamenání sovětskému vojákovi

V květnu 1985 byl kvůli zvyšujícímu se tlaku Sovětů na jeho odstoupení Karmal nucen rezignovat z funkce generálního tajemníka Lidově demokratické strany Afghánistánu. Na jeho postu jej nahradil Muhammad Nadžíbulláh, bývalý ministr státní bezpečnosti. I nadále měl Karmal vliv na stranu a chod státu, a to až do své nucené rezignace v listopadu 1986 z funkce předsedy Revoluční rady.

### Nadžíbulláh a odchod Sovětů (1986–1989)

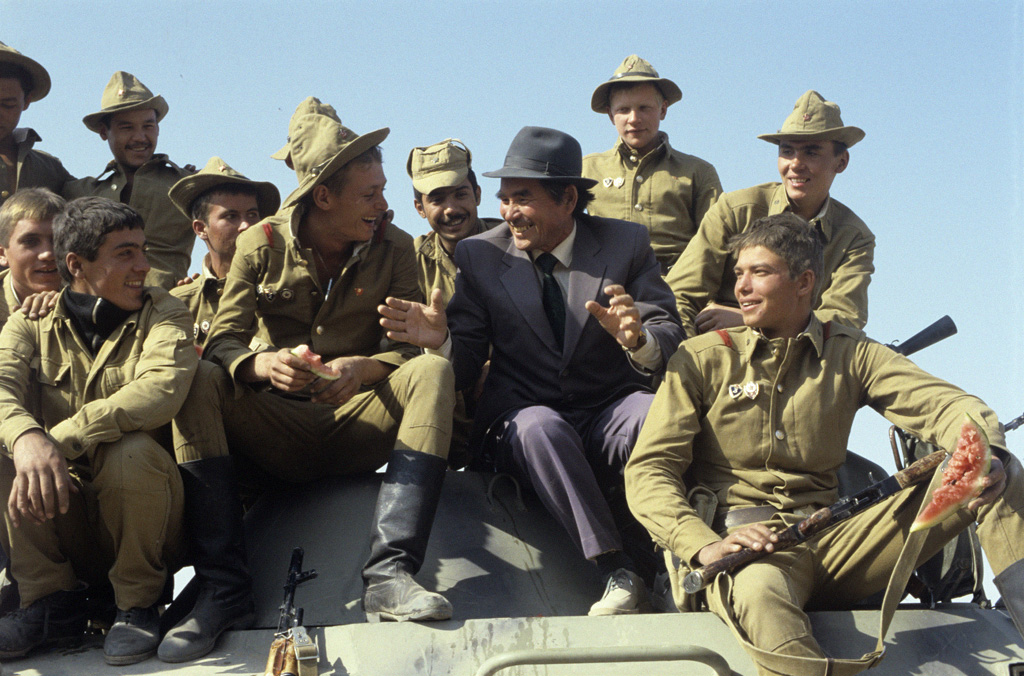
Stahování sovětských vojsk z Afghánistánu, 20. října 1986, Turkmenistán

V září 1986 byl na Nadžíbulláhův rozkaz zřízen Národní výbor pro kompromis. Cílem tohoto výboru bylo kontaktovat kontrarevolucionáře s cílem dokončit Saurovskou revoluci v její nové fázi. Vláda kontaktovala odhadem 40 000 vzbouřenců. Na konci roku 1986 požadoval Nadžíbulláh šestiměsíční příměří a rozhovory mezi různými opozičními silami, jako součást jeho politiky Národního usmíření. V případě plodné diskuze, měla být ustanovena koaliční vláda a měl to být konec vlády jediné strany. Tyto vládní snahy selhaly, ale vláda byla schopna najmout mudžáhidy jako vládní milice. Program usmíření nakonec vedl ke vzrůstajícímu počtu obyvatel měst podporujících Nadžíbulláha a také umožnil stabilizaci afghánských ozbrojených sil.
Ačkoliv byl Nadžíbulláh de jure nejvyšším představitelem Afghánistánu, značná část moci ležela v rukou sovětských poradců. V červenci 1986 bylo z Afghánistánu staženo šest sovětských pluků čítajících přibližně 15 000 vojáků. Cílem tohoto brzkého stažení sovětských sil bylo podle Gorbačova ukázat světu, že Sovětský svaz myslí stažení svých vojsk z Afghánistánu vážně.
Podle dohody afghánské a pákistánské vlády z roku 1988, jejímiž garanty se stali Spojené státy a Sovětský svaz, měla sovětská armáda opustit území Afghánistánu nejpozději do 15. února 1989.

### Konec státu (1989–1992)
Pákistán pod vedením Muhammada Zia-ul-Haqa pokračoval v podpoře mudžahídů, i když to bylo v rozporu s dříve podepsanou smlouvou. Na počátku většina pozorovatelů odhadovala okamžitý kolaps Nadžíbulláhovy vlády, která měla být nahrazena islámskou fundamentalistickou vládou. CIA ve své zprávě uváděla, že nová vláda bude v přístupu k USA nejednoznačná, nebo ještě hůř k nim nepřátelsky nakloněná. Téměř okamžitě po stažení sovětských vojsk proběhla bitva o Džálálábád. V bitvě se proti sobě postavily afghánské vládní síly proti mudžahídům. K překvapení mnohých pozorovatelů se vládním silám podařilo útok odrazit a v bitvě vyhrát. Tento trend však nepokračoval a v létě roku 1990 byly vládní síly opět v defenzívě. Na počátku roku 1991 kontrolovala vláda pouze deset procent území Afghánistánu. Nakonec také skončilo jedenáctileté obléhání města Chóst vítězstvím mudžahídů a morálka vládních sil se nadobro zhroutila. Situaci Nadžíbulláhovy vlády nepomohla ani skutečnost, že se rozpadl Sovětský svaz a skončila tak jeho finanční pomoc.
V březnu 1991 Nadžíbulláh nabídl okamžitou rezignaci své vlády a na základě dohody s OSN byl jeho kabinet nahrazen prozatímní vládou. V polovině dubna Nadžíbulláh přijal plán OSN na předání moci do rukou sedmičlenné rady. O několik dní později, 14. dubna, byl donucen rezignovat i z pozice předsedy strany. Po jeho odstoupení se úřadující hlavou státu stal Abdul Rahim Hatif.

## Politika

### Politický systém

Znak LDSA

Lidově demokratická strana Afghánistánu popsala Saurovou revoluci jako demokratickou revoluci znamenající vítězství čestného pracujícího afghánského lidu a projev skutečné vůle a zájmů pracujících a rolníků. Když bylo ohlášeno směřování Afghánistánu k socialistickému zřízení, bylo dosažení tohoto cíle považováno za náročnou cestu. Ministr zahraničních věcí Afghánistánu prohlásil, že země je demokratická, ale stále není socialistická zatímco jiný afghánský politik a člen politbyra v roce 1981 řekl, že za jeho života v Afghánistánu socialismus nastolen nebude.
Sovětským svazem byl Afghánistán považován za stát se socialistickou orientací. V polovině roku 1979 jej Sověti prohlásili nejen za progresivního spojence, ale i za plnohodnotného člena komunity socialistických národů.
Ústava přijatá roku 1980 za vlády Babraka Karmala neobsahovala žádné odkazy na socialismus nebo komunismus, ale naopak kladla důraz na nezávislost, islám a liberální demokracii. Náboženství mělo být respektováno, výjimkou mělo být pokud by náboženství ohrožovalo bezpečnost společnosti. Tato ústava se v mnoha bodech podobala ústavě Muhammada Dáúda Chána z roku 1977. Základní principy nebyly zavedeny do praxe a byly nahrazeny ústavou z roku 1987 přijatou za vlády Nadžíbulláha. I v této ústavě byly zakotveny islámské principy a ústava výslovně hovořila o islámu jako státním náboženství a také, že hlava státu se musí narodit v afghánské muslimské rodině. V roce 1990 byla ústava upravena a byly z ní odstraněny poslední odkazy na komunismus.
Ústava z roku 1987 liberalizovala politické prostředí na území státu pod vládní kontrolou. Mohly být zakládány politické strany, pokud byly proti kolonialismu, imperialismu, neokolonialismu, sionismu, rasové diskriminaci, apartheidu a fašismu. Revoluční rada byla zrušena a nahrazena Národním shromážděním Afghánistánu, tedy demokraticky zvoleným parlamentem. Nový parlament byl dvoukomorový a sestával ze senátu a sněmovny reprezentantů. Prezident měl být nově volen nepřímo na funkční období trvající sedm let. Parlamentní volby proběhly v roce 1988 a LDSA v nich ve sněmovně získala 46 křesel a nadále kontrolovala vládu s podporou Národní fronty, která ve volbách získala 45 křesel a různých nově uznaných levicových stran, které dohromady získaly 24 křesel. Volby však byly bojkotovány mudžáhidy. Přesto vláda ponechala 50 z 234 křesel ve sněmovně a také malý počet křesel v senátu volných, v naději že partyzáni ukončí svůj boj a připojí se k vládě. Jedinou ozbrojenou opoziční stranou, která uzavřela s vládou mír, byl Hizballáh, malá šíitská strana.
Vládní moc měla v Afghánistánu Rada ministrů v čele s jejím předsedou. Jednalo se o nejdůležitější vládní orgán v Afghánistánu a rada řídila jednotlivá ministerstva. Po přijetí ústavy v roce 1987 rada odpovídala prezidentovi a také sněmovně reprezentantů. O jmenování ministrů rozhodovala vládní strana LDSA (možná ovlivněná Sověty). Za vlády Karmala byla většina khalqistů nahrazena parchamisty.

### Státní symboly
Dne 19. října 1978 zavedla vláda Lidově demokratické strany Afghánistánu novou vlajku. Nová vlajka byla rudá se žlutou pečetí v levém horním rohu. Svým vzhledem se podobala vlajkám sovětských středoasijských republik. Nová vlajka však vyvolala lidovou nevoli, neboť mnoho Afghánců v ní spatřovalo snahu o sekulární politiku vládnoucí strany. Tato vlajka byla nahrazena roku 1980 krátce po sovětské intervenci. Nově zavedená vlajka vycházela z tradičnějších barev černé, červené a zelené. Aby se zdůraznil rozdíl mezi stranou a státem, zůstala vlajka vládnoucí strany původní, tedy červená se žlutým znakem. Rudá hvězda, kniha a komunistické symboly obecně byly z vlajky odstraněny v roce 1987.

1978–1980
1980
1980–1987
1987–1992

Nový státní znak, který nahradil Dáúdova orla, byl přijat spolu s novou vlajkou v roce 1978. K jeho další změně došlo během Karmalovy vlády v roce 1980. V něm vyobrazená kniha je obecně považována za Das Kapital, dílo Karla Marxe, nikoliv korán. K poslední změně státního znaku došlo v roce 1987 během Nadžíbulláhovy vlády. Tento odznak byl ovlivněn islámem. Ze znaku byla odstraněna rudá hvězda i kniha. Nově znak znázorňoval mihráb, minbar a šahádu.

## Ekonomika
Tarakího vláda 1. ledna 1979 započala s pozemkovou reformou, která omezovala maximální množství půdy vlastněné jednou rodinou. V případě že majetek limit přesahoval, byl bez náhrady zabavován vládou. Vláda předpokládala, že se reforma setká s příznivým ohlasem u obyvatel venkova a zároveň oslabí moc buržoazie. Reforma byla prohlášena za dokončenou v polovině roku 1979 a podle vládních údajů bylo přerozděleno 665 000 hektarů půdy. Negativně se reforma měla dotknout 40 000 rodin, tedy čtyř procent obyvatelstva.
Oproti vládním očekáváním nebyla reforma ani populární ani efektivní. Výnos zemědělské sklizně klesl a samotná reforma zvýšila nespokojenost Afghánců. Přestože Tarakí tuto reformu opustil, byla později postupně implementována Karmalovou správou, i když poměr pozemků zasažených reformou je v tomto případě nejasný.
Během občanské války a pozdější sovětské války v Afghánistánu, byla v zemi zničena většina infrastruktury a bylo narušeno i normální fungování ekonomiky. V důsledku vojenského konfliktu hrubý domácí produkt během Karmalovy vlády významně poklesl, v zemi byla narušena jak doprava, tak obchod a docházelo i ke ztrátám pracovní síly a kapitálu. V roce 1981 činilo HDP 154,3 miliardy afghánských afghání, zatímco v roce 1978 to bylo 159,7 miliard afghánských afghání. Nejrozšířenější ekonomickou činnosti bylo zemědělství, které v roce 1981 představovalo 63 procent HDP. V roce 1982 pracovalo v zemědělství více než padesát procent pracovně aktivního obyvatelstva. Průmysl ve stejném roce zaměstnával 10 procent pracovní síly a na HDP se podílel 21 procenty. Všechny průmyslové podniky byly vlastněny státem. Nejméně se na HDP podílel sektor služeb.
I Nadžíbulláh pokračoval v hospodářské politice svého předchůdce. I nadále pokračovalo posilování vazeb na země východního bloku s oboustranným obchodem. V lednu 1986 byl zaveden Pětiletý plán hospodářského a sociálního rozvoje a pokračoval až do března 1991. Podle tohoto plánu měla ekonomika, která do roku 1985 rostla o méně než dvě procenta ročně, vzrůst o 25 procent. Ovšem i přes plán zůstal růst na dvou procentech. Ústava z roku 1990 přinesla možnost zakládání soukromých společností a podporovala i zahraniční investice do soukromého sektoru.

## Vojenství
V čele afghánské armády stál vrchní velitel, který také zastával post generálního tajemníka LDSA a hlavy státu. Hierarchie dále pokračovala ministrem národní obrany, náměstkem ministra národní obrany, náčelníkem generálního štábu, náčelníkem armádních operací, velitelem vzdušných sil a protivzdušné obrany a končil náčelníkem zpravodajské služby.
V roce 1978 v armádě sloužilo okolo 8 000 důstojníků z nichž bylo 600 až 800 komunistů. Odhadem 40 až 45 procent důstojníků prodělalo výcvik v Sovětském svazu, z nichž 5 až 10 procent bylo členy LDSA či komunisty. V době sovětské intervence poklesl počet důstojníků na 1 100. Tento pokles lze vysvětlit řadou čistek, které v armádě proběhly a které začaly ihned po převzetí moci LDSA. Většina důstojníků v době sovětské války v Afghánistánu byli noví rekruti. Většina důstojníků byla khalqisty, ale po převzetí moci parchamisty již khalqisté nezastávali žádnou významnou pozici.
Většina vojáků byla rekrutována na tříleté, později čtyřleté služební období. Každý rok armáda přicházela přibližně o 15 000 mužů, z nichž 10 000 dezertovalo a zbytek padlo v boji. Odvod do armády se týkal každého muže ve věku 19 až 39 let s výjimkou některých členů strany, lidí se studiem v zahraničí, rodin s jedním dítětem nebo osob s nízkými příjmy. Ovšem většina lidí se pokoušela odvodům vyhnout. Proto vláda vysílala armádní či policejní skupiny, aby donutily civilisty ke vstupu do armády. I přesto se našli jedinci, kteří se pokoušeli službě vyhnout pomocí zfalšovaných dokumentů. Kvůli nedostatku nových rekrutů byla po veteránech požadována delší služba, nebo byli nuceni znovu narukovat. Aby vláda zabránila dalším dezercím a vyhýbání se službě, byla nabízena odvedencům po odsloužených letech možnost studia na jakékoliv škole či byli noví vojáci rychle povyšováni.